# Azyl Arkham

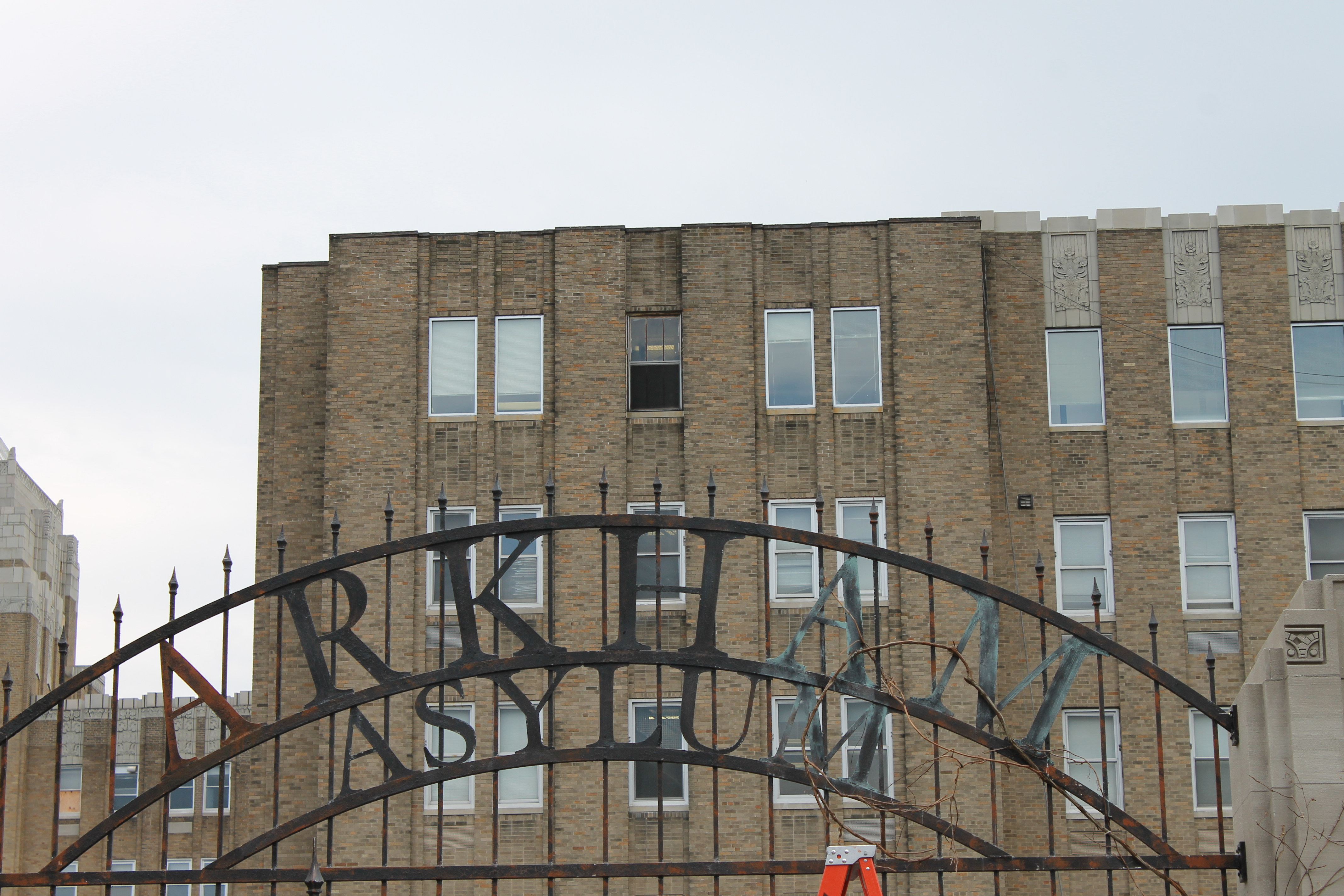
Brama szpitala Bayley Seton Hospital na Staten Island w Nowym Jorku z napisem Arkham Asylum. Szpital Bayley Seton Hospital posłużył za miejsce zdjęć do serialu telewizyjnego Gotham.

Azyl Arkham (Arkham Asylum) – fikcyjny szpital psychiatryczny, występujący w komiksach o przygodach Batmana, które wydawane są przez DC Comics. Szpital Arkham został wprowadzony do komiksów za sprawą Dennisa O’Neila i Irva Novicka w Batman vol.1 #258 (październik 1974). Inspiracją dla tego miejsca było Arkham Sanitarium z fikcyjnego miasta Arkham w stanie Massachusetts, które wielokrotnie pojawiało się w utworach H.P. Lovecrafta, zaś samo Arkham Sanitarium było wzorowane na prawdziwym ośrodku Danvers State Hospital w Massachusetts.
Azyl Arkham mieści się w fikcyjnym mieście Gotham City, które jest głównym terenem działania Batmana i jego sojuszników. Szpital ten jest miejscem, w którym osadzani są najniebezpieczniejsi złoczyńcy w mieście m.in. Joker, Scarecrow, Poison Ivy i inni.

## Opis
Założył go w 1920 roku Amadeusz Arkham, pracownik stanowego szpitala psychiatrycznego w Metropolis. Inicjatywą powstania Azylu dla chorych na umyśle przestępców była śmierć matki Amadeusza, oraz wymordowanie całej jego rodziny przez psychopatę.
Sam Amadeusz wkrótce również postradał zmysły. Azyl przeszedł na najbliższego krewnego Amadeusza, jego siostrzeńca, Jeremiasza Arkhama. Ten postanowił wyburzyć stary budynek i zastąpić go nowym, opartym na labiryncie i w pełni nowoczesnym. Ten nowy Azyl został zniszczony podczas wielkiej ucieczki więźniów, opisanej w serii komiksowej Batman: Knightfall.
Świeżo odbudowany Azyl po raz kolejny uległ zniszczeniom w czasie trzęsienia ziemi.
W Azylu przetrzymywani są najgorsi przestępcy, szaleni geniusze, sadystyczni mordercy i obsesyjni zabójcy-psychotycy. Wśród nich są m.in.: Szalony Kapelusznik, Penguin, Poison Ivy, Harley Quinn, Mister Freeze, Two-Face, Killer Croc, Scarecrow, Bane i legendarny Joker. Ten ostatni wielokrotnie sugerował, że również Batman powinien na stałe zamieszkać w Azylu.

## W innych mediach
Azyl Arkham pojawiał się w niektórych adaptacjach komiksów z udziałem Batmana. Pojawiło się w serialu animowanym Batman (Batman: The Animated Series), filmach fabularnych: Batman i Robin (Batman & Robin) z 1997 i Batman: Początek (Batman Begins) 2005 czy Legion samobójców z 2016.
W 2009 roku została wydana przez studio Eidos pierwsza gra z serii Batman: Arkham, zatytułowana Batman: Arkham Asylum. Miejscem wydarzeń jest tytułowy ośrodek dla obłąkanych, w którym Batman walczy z Jokerem, pokonując kolejnych wrogów których sam przedtem zamknął w Azylu. Gra została wydana na PC i konsole. Gra doczekała się dwóch sequeli: Batman: Arkham City (2011) i Batman: Arkham Knight (2015) oraz prequela: Batman: Arkham Origins (2013).